# 庫里齊亞河
庫里察河（烏克蘭語：Куриця）是烏克蘭東北部的河流，屬於捷爾恩河的左支流。該河發源自烏斯彭卡以西，流經蘇梅州的科諾托普區，河道全長27公里，流域面積170平方公里。